# Обервіль-ім-Зімменталь
Обервіль-ім-Зімменталь (нім. Oberwil im Simmental) — громада  в Швейцарії в кантоні Берн, адміністративний округ Фрутіген-Нідерзімменталь.

## Географія
Громада розташована на відстані близько 34 км на південь від Берна.
Обервіль-ім-Зімменталь має площу 46,1 км², з яких на 2,5% дозволяється будівництво (житлове та будівництво доріг), 51,5% використовуються в сільськогосподарських цілях, 33,8% зайнято лісами, 12,2% не є продуктивними (річки, льодовики або гори).

## Демографія
2019 року в громаді мешкало 789 осіб (-2% порівняно з 2010 роком), іноземців було 2,8%. Густота населення становила 17 осіб/км².
За віковим діапазоном населення розподілялося таким чином: 18,3% — особи молодші 20 років, 54,4% — особи у віці 20—64 років, 27,4% — особи у віці 65 років та старші. Було 347 помешкань (у середньому 2,2 особи в помешканні).
Із загальної кількості 327 працюючих 167 було зайнятих в первинному секторі, 91 — в обробній промисловості, 69 — в галузі послуг.